# 弗格克啸鹟
弗格克啸鹟（学名：Pachycephala meyeri），是啸鹟科啸鹟属的一种，为印度尼西亚的特有种。该物种的保护状况被评为无危。
弗格克啸鹟的平均体重约为19.0克。栖息地包括亚热带或热带的（低地）湿润疏灌丛和亚热带或热带的湿润山地林。